# Aes sallustianum
Aes sallustianum es el nombre con que se denominaba, según Plinio el Viejo, al cobre que se extraía de unas minas situadas en el país de los citrones, en los Alpes, que se explotaron durante el siglo I d. C.
Pertenecían dichas minas a Salustio Crispo; de aquí que se denominara a este cobre sallustianum.